# Corymorpha knides
Corymorpha knides is een hydroïdpoliep uit de familie Corymorphidae. De poliep komt uit het geslacht Corymorpha. Corymorpha knides werd in 1999 voor het eerst wetenschappelijk beschreven door Huang. 